# 喬爾·哈比納
喬爾·弗朗西斯·哈比納（英語：Joel Francis Habener，1937年6月29日—）是哈佛醫學院醫學教授。
哈比納與斯韋特蘭娜·莫伊索夫合作，闡明胰高血糖素樣肽-1（GLP-1）和胰高血糖素樣肽-2（GLP-2）等腸泌素的作用。哈比納在荷爾蒙方面的工作獲得了榮譽，而莫斯約夫卻沒有獲得榮譽。哈比納與丹尼爾·J·杜拉克和延斯·尤爾·霍爾斯特（Jens Juul Holst）一起獲得2020年華倫·阿爾伯特基金會獎。他於2020年獲選為美國國家科學院院士。2021年，他被授予加拿大蓋爾德納國際獎。2023年，他獲得VinFuture獎。2024年，他獲得台灣唐獎生技醫藥獎。